# Gaius Sallustius Crispus Passienus
Gaius Sallustius Crispus Passienus war ein prominenter römischer Senator in der ersten Hälfte des 1. Jahrhunderts n. Chr. Er stammte aus Visellium und war Sohn von Lucius Passienus Rufus (Konsul 4 v. Chr.) und der adoptierte Enkel und biologische Großgroßneffe des Historikers Sallust.
Er verfügte über Macht, Reichtum und Einfluss. So bekleidete er im Jahr 27 das Amt eines Suffektkonsuls, war 42/43 Prokonsul der Provinz Asia und im Jahr 44 zum zweiten Mal Konsul, diesmal als consul ordinarius gemeinsam mit Titus Statilius Taurus.
Seine erste Ehe schloss er im Jahr 33 mit Domitia, einer Großnichte des Kaisers Augustus. Auf Drängen des Kaisers Claudius ließ er sich Ende Februar/Anfang März des Jahres 41 von Domitia scheiden, um Agrippina die Jüngere zu heiraten. Diese hatte ihren ersten Gatten, Domitias Bruder Gnaeus Domitius Ahenobarbus, gerade aufgrund einer Krankheit verloren (aus dieser Verbindung war Lucius Domitius Ahenobarbus, der spätere Kaiser Nero hervorgegangen) und war kurz zuvor aus dem Exil zurückgekehrt, zu dem ihr Bruder und amtierender Kaiser Caligula sie verbannt hatte.
Passienus war ein Freund Senecas und ein bekannter Literat und Redner. Ein von ihm verfasstes, durch Tacitus überliefertes Epigramm lautet, „dass es nie einen besseren Sklaven und nie einen schlechteren Herrn gegeben habe,“ und sich damit auf den späteren Kaiser Caligula und seinen Großvater Tiberius bezog.
Passienus starb etwa im Jahr 47 oder 48, möglicherweise aber schon zu einem früheren Zeitpunkt nach dem Jahr 44. Er wurde möglicherweise von seiner Frau Agrippina, der späteren Kaiserin und Mutter Neros, vergiftet. Sueton schreibt in seiner kurzen Biographie De Vita Passieni Crispi: „Er kam um durch eine Tücke Agrippinas, die er als Erbin eingesetzt hatte, und wurde in einem Staatsbegräbnis beigesetzt“.